# Леа
Леа или Лија (хебр. לֵאָה), је по Библији пророчица и жена пророка Јакова, једног од три велика јеврејска патријарха. Била је кћерка Лабана и старија сестра Рахиље.
У Књизи постања 29 пише да је Јаков толико заволео Леину сестру Рахилу да је пристао да код оца девојака ради седам година како би је оженио. Прве брачне ноћи отац је Јакову уместо Рахиле дао Леу, објаснивши да је код њих обичај да се најпре уда старија кћерка. Јаков је касније узео и Рахилу за жену, коју је волео више од Лее, након што је пристао да још седам година ради код оца девојака. Између Лее и Рахиле постојало је супарништво.
Видевши да Леа није вољена, Бог ју је учинио плодном. Леа је са Јаковом добила шест сина и једну кћерку. То су Рувен, Леви, Јуда, Исахар, Симон, Зевулон и Дина. Умрла је нешто пре Јакова и Јаков ју је према Књизи постања 49 сахранио у пећини где је и сам желео да буде сахрањен. Верници верују да је у питању Пећина патријараха (пећина у Макпели) у Хеврону. Тамо се налазе и гробови Аврама, Саре, Исака и Ревеке.